# ライン組織
ライン組織（ラインそしき）とは経営学用語の一つ。これは組織の形態を表す言葉であり、ライン組織とされているような組織というのは、組織の最上位から最下位までが一つの指揮系統で結ばれているようなもののことを言う。ライン組織を採るということで命令の一元化ができるようになり、そのため権限や責任というものが明確になりやすいというメリットが存在する反面、少数の人間に権限や責任が過重となってしまう場合や、場に応じた指揮をすることも行いにくくなるということから、作業能率が低下しやすくなるというデメリットも存在している。